# Centro Internacional Woodrow Wilson para Acadêmicos

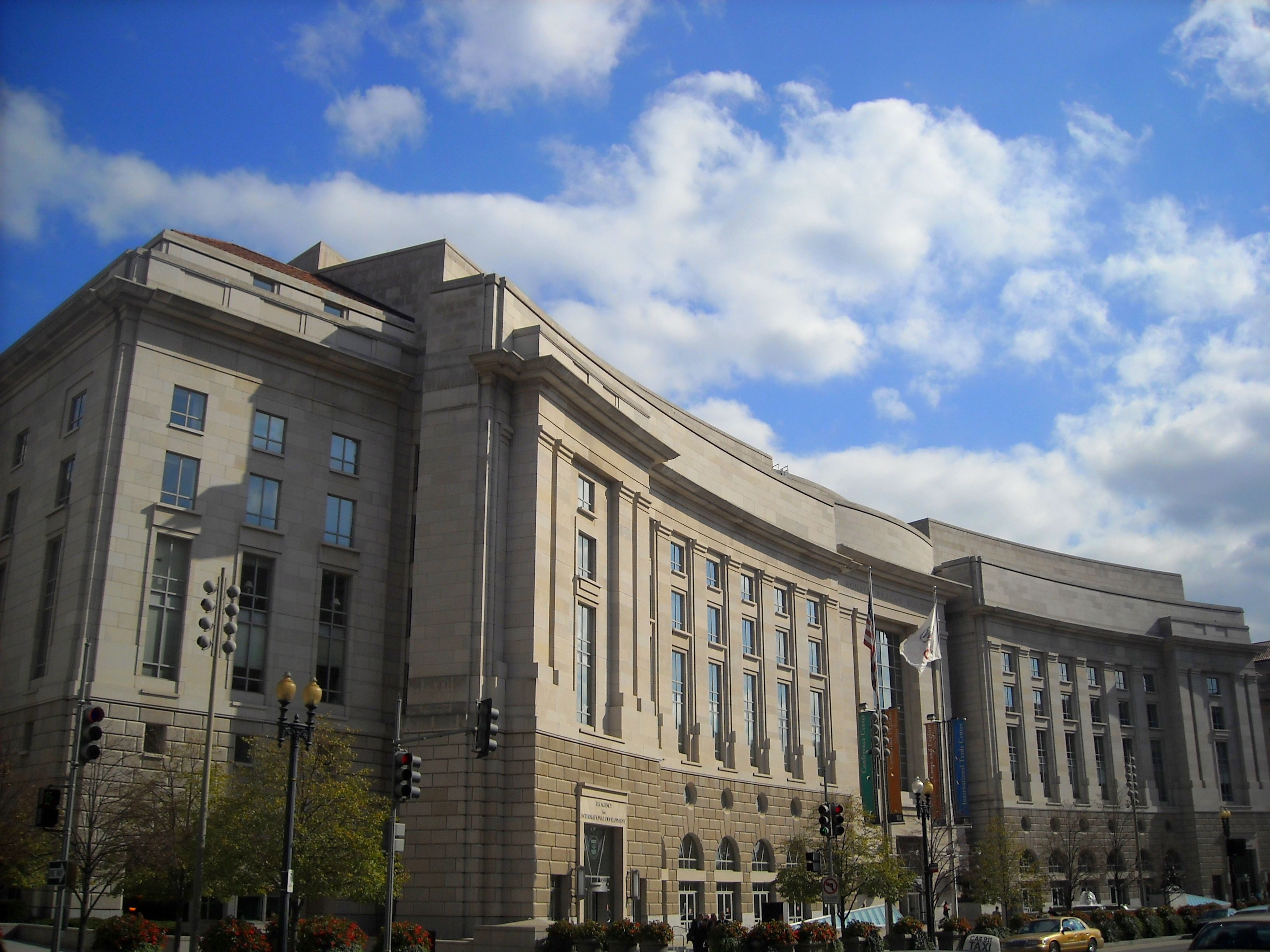

O Woodrow Wilson International Center for Scholars ( WWICS ) ou Wilson Center é um think tank com sede em Washington, DC nomeado em homenagem ao ex-presidente dos Estados Unidos Woodrow Wilson, que foi o único presidente dos Estados Unidos a possuir um PhD. É também um memorial presidencial dos Estados Unidos estabelecido como parte da Smithsonian Institution por um ato do Congresso em 1968.

## Classificação
O centro foi classificado várias vezes como um dos dez melhores think tanks do mundo pelo Programa de Think Tanks e Sociedades Civis da Universidade da Pensilvânia.